# Свобода (партия, Германия)
Партия гражданских прав за расширение свободы и демократии — Свобода (нем. Bürgerrechtspartei für mehr Freiheit und Demokratie – Die Freiheit, краткое наименование — Свобода, нем. DIE FREIHEIT) — основанная 28 октября 2010 г. правая партия Германии. Многие члены партии придерживаются правопопулистских и антиисламских позиций. Члены партии симпатизируют взглядам, которые высказывал своей книге «Германия. Самоликвидация» Тило Саррацин, а также нидерландскому политику Герту Вилдерсу (название партия получила по аналогии с нидерландской Партией свободы, которую возглавляет Вилдерс).
Председателем партии является бывший член ХДС, депутат Берлинской палаты депутатов Рене Штадткевиц. В своей программе партия требует расширения личных свобод на федеральном уровне, нулевой толерантности к нарушениям закона, привязку социальных программ к критериям полезности получателей пособий, а также усиления ограничений в отношении иммигрантов и приверженцев ислама.
До настоящего времени партия не принимала участия в выборах. Помимо Штадткевица, в выборных органах Германии её представляет также Эдгар Глатцель, депутат в окружном собрании округа Фридрихсхайн-Кройцберг.